# Simpang Perigi
Simpang Perigi is een bestuurslaag in het regentschap Empat Lawang van de provincie Zuid-Sumatra, Indonesië. Simpang Perigi telt 940 inwoners (volkstelling 2010).